# Endoll múltiple

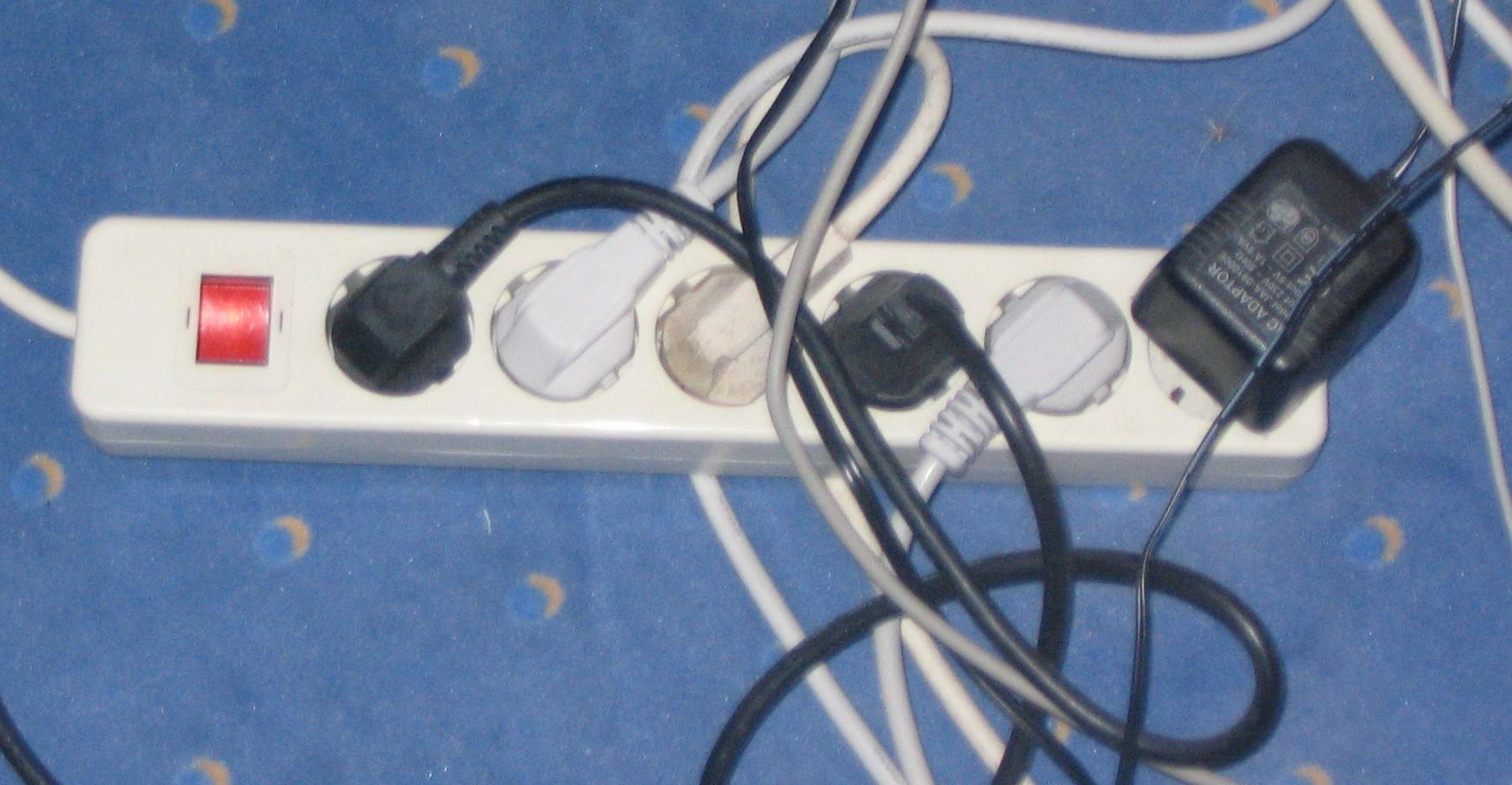
Dispositiu múltiple.

Un  endoll múltiple, també conegut com a "base d'endolls", és un dispositiu elèctric usat per a connectar diversos dispositius elèctrics estàndard de corrent altern en un mateix endoll elèctric. Si inclou un interruptor, es denomina lladre o regleta. En els últims models pot ser apagada o encesa amb un comandament a distància. S'utilitza quan hi ha diversos dispositius elèctrics molt propers, especialment els d'àudio/vídeo o els de d'un ordinador.
A Catalunya, se li diu de vegades "lladre", "endoll doble", "endoll triple", etc..

## Endoll lladre
A Catalunya i al País Valencià des de la postguerra, s'anomena "lladre" o també "endoll triple", o simplement "triple", a un senzill connector disposat en angles de 90° que va endollat directament a la base de la paret, i que permet endollar tres aparells a un mateix endoll.

## Adaptador schuko
Amb l'arribada del schuko, se'n van popularitzar amb formes molt diverses, uns de més grossos i d'altres que simplement tenen els forats més grossos, que permeten fer de lladres (o simples adaptadors) dels connectors schuko.